# 感謝系統管理員日
感謝系統管理員日（英文：System Administrator Appreciation Day，簡稱：Sysadmin Day或SAD）是由系統管理員泰德.凱克托斯所創立，定於每年七月的最後一個星期五，主要是感謝系統管理員及其他科技工作人員的辛勞。
第一個感謝系統管理員日是在2000年的7月28日，凱克托斯當時有感於在惠普雜誌上看到由一群同事贈送一位系統管理員鮮花和水果藍以感謝他為大家安裝一台新印表機的廣告，凱克托斯也曾在他的工作場所中安裝過幾台同一型的印表機。
這個節日已經被許多專業的科技組織所承認和慶祝，例如League of Professional System Administrators、SAGE/USENIX等。

## 外部連結
- 感謝系統管理員日官網 （页面存档备份，存于） （英文）